# Leichtathletik-Länderkampf der Frauen 1974 Norwegen – BR Deutschland – Dänemark – Finnland – Island – Schweden
| 13. Leichtathletik-Länderkampf mit bundesdeutscher Beteiligung 1974                             | 13. Leichtathletik-Länderkampf mit bundesdeutscher Beteiligung 1974 |
| ----------------------------------------------------------------------------------------------- | ------------------------------------------------------------------- |
|                                                                                                 |                                                                     |
| Ländervergleich der Frauen: Norwegen – BR Deutschland – Dänemark – Finnland – Island – Schweden |                                                                     |
| Austragungsort                                                                                  | Oslo                                                                |
| Wettbewerbe                                                                                     | 14                                                                  |
| Datum                                                                                           | 25. Juni                                                            |
| 1. FRG 2. SWE 3. FIN 4. DNK 5. NOR 6. ISL                                                       | 76 Punkte 55 Punkte 54 Punkte 48 Punkte 42 Punkte 16 Punkte         |
| Chronik                                                                                         |                                                                     |
| ← BEL-FRG-FRA-SUI 00Geher (M)                                                                   | FRG-POL (M) →                                                       |

Der dreizehnte Vergleich des Länderkampfjahres 1974 führte die bundesdeutschen Frauen in die norwegische Hauptstadt Oslo. Am 25. Juni wurde dort ein Sechsländerkampf ausgetragen zwischen Norwegen, der Bundesrepublik Deutschland, Dänemark, Finnland, Island und Schweden. Ein solcher Vergleich fand zum ersten Mal statt.

## Wettbewerbe und Modus
Auf dem Programm standen vierzehn Wettbewerbe, darunter die dreizehn Disziplinen, die das damalige olympische Frauenprogramm komplett abdeckten. Darüber hinaus wurde der 3000-Meter-Lauf ausgetragen, eine Disziplin, die bei den Olympischen Spielen 1984 in Los Angeles olympisch wurde. Am Start war eine Teilnehmerin je Land und Wettbewerb. Die Punkte einschließlich der Staffeln wurden nach folgendem System verteilt: 1. Platz: 6 Punkte / 2. Pl.: 5 P. / 3. Pl.: 4 P. / 4. Pl.: 3 P. / …

## Ergebnis
Die bundesdeutschen Leichtathletinnen lagen in allen Bereichen vorn. Von den Läufen gewannen sie vier und erreichten dort einen zweiten Platz. Finnland kam auf zwei Siege und einen zweiten Rang. Ein Rennen gewann Norwegen, Schweden erreichte hier drei zweite Plätze, Dänemark einen. Auch beide Staffeln gingen an die Bundesrepublik. Von den Sprüngen entschieden die finnischen und bundesdeutschen Sportlerinnen je einen für sich, die Bundesrepublik verbuchte hier außerdem einen zweiten Rang, ebenso wie Dänemark. Im Bereich Sprung/Wurf gelangen den bundesdeutschen Frauen zwei Siege, Finnland kam auf einen. Zweite Plätze gab es außerdem je einen für die Bundesrepublik, Finnland und Schweden. Natürlich trugen auch die Platzierungen ab Rang drei abwärts zum Endresultats des Länderkampfs bei. So sammelte die Bundesrepublik Deutschland 76 Punkte und gewann damit diesen Sechsländerkampf vor Schweden mit 55 Punkten. Nur einen Punkt dahinter folgte Finnland auf Platz drei. Vierter wurde Dänemark (48 Punkte) vor Norwegen (42 Punkte) und Island (sechzehn Punkte).

## Legende
Kurze Übersicht zur Bedeutung der Symbolik – so üblicherweise auch in sonstigen Veröffentlichungen verwendet:
| DNF | nicht im Ziel (did not finish) |

## Resultate

### 100 m
| Platz | Athletin             | Land | Zeit (s) |
| ----- | -------------------- | ---- | -------- |
| 1     | Annegret Richter     | FRG  | 11,3     |
| 2     | Linda Haglund        | SWE  | 11,5     |
| 3     | Mona-Lisa Pursiainen | FIN  | 11,5     |
| 4     | Val Sejerø           | DNK  | 12,1     |
| 5     | Turid Børkle         | NOR  | 12,3     |
| 6     | Inngun Einarsdóttir  | ISL  | 12,5     |

### 200 m
| Platz | Athletin              | Land | Zeit (s) |
| ----- | --------------------- | ---- | -------- |
| 1     | Annegret Richter      | FRG  | 23,4     |
| 2     | Tuula Rautanen        | FIN  | 24,4     |
| 3     | Ann-Margret Utterberg | SWE  | 24,6     |
| 4     | Elin Bjørlie          | NOR  | 25,2     |
| 5     | Marianne Petersen     | DNK  | 25,7     |
| 6     | Erna Guðmundsdóttir   | ISL  | 26,2     |

### 400 m
| Platz | Athletin           | Land | Zeit (s) |
| ----- | ------------------ | ---- | -------- |
| 1     | Riitta Salin       | FIN  | 51,5     |
| 2     | Hildegard Falck    | FRG  | 53,2     |
| 3     | Lotta Malmström    | SWE  | 54,9     |
| 4     | Jette Riisberg     | DNK  | 55,1     |
| 5     | Tone Rolland       | NOR  | 55,2     |
| 6     | Sigrun Svensdóttir | ISL  | 61,6     |

### 800 m
| Platz | Athletin             | Land | Zeit (min) |
| ----- | -------------------- | ---- | ---------- |
| 1     | Gisela Klein         | FRG  | 2:03,4     |
| 2     | Gunilla Lindh        | SWE  | 2:05,0     |
| 3     | Brigitte Jennes      | DNK  | 2:05,7     |
| 4     | Heidi Vien           | NOR  | 2:06,5     |
| 5     | Lilja Guðmundsdóttir | ISL  | 2:16,5     |
| 6     | Irma Lautila         | FIN  | 2:21,0     |

### 1500 m
| Platz | Athletin           | Land | Zeit (min) |
| ----- | ------------------ | ---- | ---------- |
| 1     | Grete Andersen     | NOR  | 4:12,4     |
| 2     | Ellen Wellmann     | FRG  | 4:17.6     |
| 3     | Loa Olafsson       | DNK  | 4:27,9     |
| 4     | Helena Sellergren  | SWE  | 4:30,2     |
| 5     | Pirjo Vihonen      | FIN  | 4:33,6     |
| 6     | Anna Haraldsdóttir | ISL  | 5:04,5     |

### 3000 m
| Platz | Athletin              | Land | Zeit (min) |
| ----- | --------------------- | ---- | ---------- |
| 1     | Nina Holmén           | FIN  | 09:13,8    |
| 2     | Eva Gustavsson        | SWE  | 09:16,2    |
| 3     | Gudrun Hodey          | FRG  | 09:17,6    |
| 4     | Wenche Sørum          | NOR  | 09:25,4    |
| 5     | Dorthe Rasmussen      | DNK  | 10:13,2    |
| 6     | Ragnhildur Palsdóttir | ISL  | 10:28,2    |

### 100 m Hürden
| Platz | Athletin            | Land | Zeit (s) |
| ----- | ------------------- | ---- | -------- |
| 1     | Silvia Kempin       | FRG  | 13,7     |
| 2     | Margit Hansen       | DNK  | 13,8     |
| 3     | Ulla Lempiainen     | FIN  | 14,2     |
| 4     | Karin Sellström     | SWE  | 14,7     |
| 5     | Gro Næsheim         | NOR  | 14,9     |
| 6     | Ingunn Einarsdóttir | ISL  | 15,0     |

### 4 × 100 m Staffel
| Platz | Besetzung      | Land                                                                 | Zeit (s) |
| ----- | -------------- | -------------------------------------------------------------------- | -------- |
| 1     | BR Deutschland | Elvira Possekel Christine Tackenberg Christiane Krause Sigrid Goydke | 44,9     |
| 2     | Schweden       | keine Angabe                                                         | 46,1     |
| 3     | Dänemark       | keine Angabe                                                         | 46,5     |
| 4     | Norwegen       | keine Angabe                                                         | 47,3     |
| 5     | Island         | keine Angabe                                                         | 50,2     |
| DNF   | Finnland       | keine Angabe                                                         |          |

### 4 × 400 m Staffel
| Platz | Besetzung      | Land                                                       | Zeit (min) |
| ----- | -------------- | ---------------------------------------------------------- | ---------- |
| 1     | BR Deutschland | Karola Claus Brigitte Koczelnik Christel Frese Dagmar Jost | 3:36,6     |
| 2     | Schweden       | keine Angabe                                               | 3:44,0     |
| 3     | Dänemark       | keine Angabe                                               | 3:45,1     |
| 4     | Norwegen       | keine Angabe                                               | 3:46,0     |
| 5     | Island         | keine Angabe                                               | 3:51,0     |
| 6     | Finnland       | keine Angabe                                               | 4:30,9     |

### Hochsprung
| Platz | Athletin          | Land | Höhe (m) |
| ----- | ----------------- | ---- | -------- |
| 1     | Karin Wagner      | FRG  | 1,79     |
| 2     | Gril Ejstrup      | DNK  | 1,79     |
| 3     | Astrid Tyeit      | NOR  | 1,76     |
| 4     | Susann Sundqvist  | FIN  | 1,76     |
| 5     | Ann-Ewa Karlsson  | SWE  | 1,73     |
| 6     | Lára Sveinsdóttir | ISL  | 1,55     |

### Weitsprung
| Platz | Athletin          | Land | Weite (m) |
| ----- | ----------------- | ---- | --------- |
| 1     | Pirkko Helenius   | FIN  | 6,42      |
| 2     | Margot Eppinger   | FRG  | 6,10      |
| 3     | Berit Berthelsen  | NOR  | 6,05      |
| 4     | Lis Jensen        | DNK  | 5,95      |
| 5     | Kiki Egebo        | SWE  | 5,78      |
| 6     | Lára Sveinsdóttir | ISL  | 5,13      |

### Kugelstoßen
| Platz | Athletin             | Land | Weite (m) |
| ----- | -------------------- | ---- | --------- |
| 1     | Ritva Metso          | FIN  | 15,87     |
| 2     | Eva Wilms            | FRG  | 15,43     |
| 3     | Ingrid Wemonen       | SWE  | 15,18     |
| 4     | Eva Fodor            | NOR  | 13,41     |
| 5     | Susanne Jensen       | DNK  | 13,00     |
| 6     | Guðrún Ingolfsdóttir | ISL  | 11,45     |

### Diskuswurf
| Platz | Athletin             | Land | Weite (m) |
| ----- | -------------------- | ---- | --------- |
| 1     | Liesel Westermann    | FRG  | 55,42     |
| 2     | Ulla Buuts           | SWE  | 47,90     |
| 3     | Ritva Metso          | FIN  | 46,26     |
| 4     | Helle-Schou Jeppesen | DNK  | 43,96     |
| 5     | Anne Granrud         | NOR  | 41,22     |
| 6     | Lilja Guðmundsdóttir | ISL  | 33,54     |

### Speerwurf
| Platz | Athletin             | Land | Weite (m) |
| ----- | -------------------- | ---- | --------- |
| 1     | Ameli Koloska        | FRG  | 57,36     |
| 2     | Ara Mustakallio      | FIN  | 55,04     |
| 3     | Nina Carstensen      | DNK  | 48,54     |
| 4     | Aasa Westman         | SWE  | 48,50     |
| 5     | Inger-Lise Ramton    | NOR  | 48,46     |
| 6     | Lilja Guðmundsdóttir | ISL  | 23,40     |